# Jaroslav Vlček
Jaroslav Vlček (ur. 22 stycznia 1860 w Bańskiej Bystrzycy, zm. 21 stycznia 1930 w Pradze) – słowacki historyk i krytyk literacki; profesor literatury czeskiej.
Był rzecznikiem realizmu. W 1907 r. objął stanowisko profesora na praskim Uniwersytecie Karola. Jego dorobek obejmuje syntezy z zakresu historii literatury: Literatura na Slovensku, její vznik, rozvoj, význam a úspěchy (1881; w języku czeskim) i Dejiny literatúry slovenskej (t. 1–2 1889–90) oraz prace krytyczne „Listy z Čiech” (1879–80 i 1890–95). Zainicjował edycję „Slovenskí spisovatelia”. Tworzył przekłady z języka niemieckiego.